# Konstanty Wojciechowski (1841–1910)
Konstanty Wojciechowski (ur. 8 kwietnia 1841 w Wojsławicach, zm. 29 października 1910 w Warszawie) – polski architekt, przedstawiciel historyzmu; specjalizował się w architekturze sakralnej.

## Życiorys
Wychowanek Szkoły Głównej w Warszawie. Budowniczy diecezji kujawsko-kaliskiej. Współzałożyciel Towarzystwa Opieki nad Zabytkami Przeszłości, członek Towarzystwa Naukowego Warszawskiego i budowniczy w Towarzystwie Kredytowym Miejskim.
Został pochowany na cmentarzu na Starych Powązkach (kwatera K, rząd 4, grób 7) (pomnik z ok. 1911, proj. Zygmunta Otto).

## Życie prywatne
Był ojcem Jarosława Mariana, architekta.

## Ważniejsze projekty

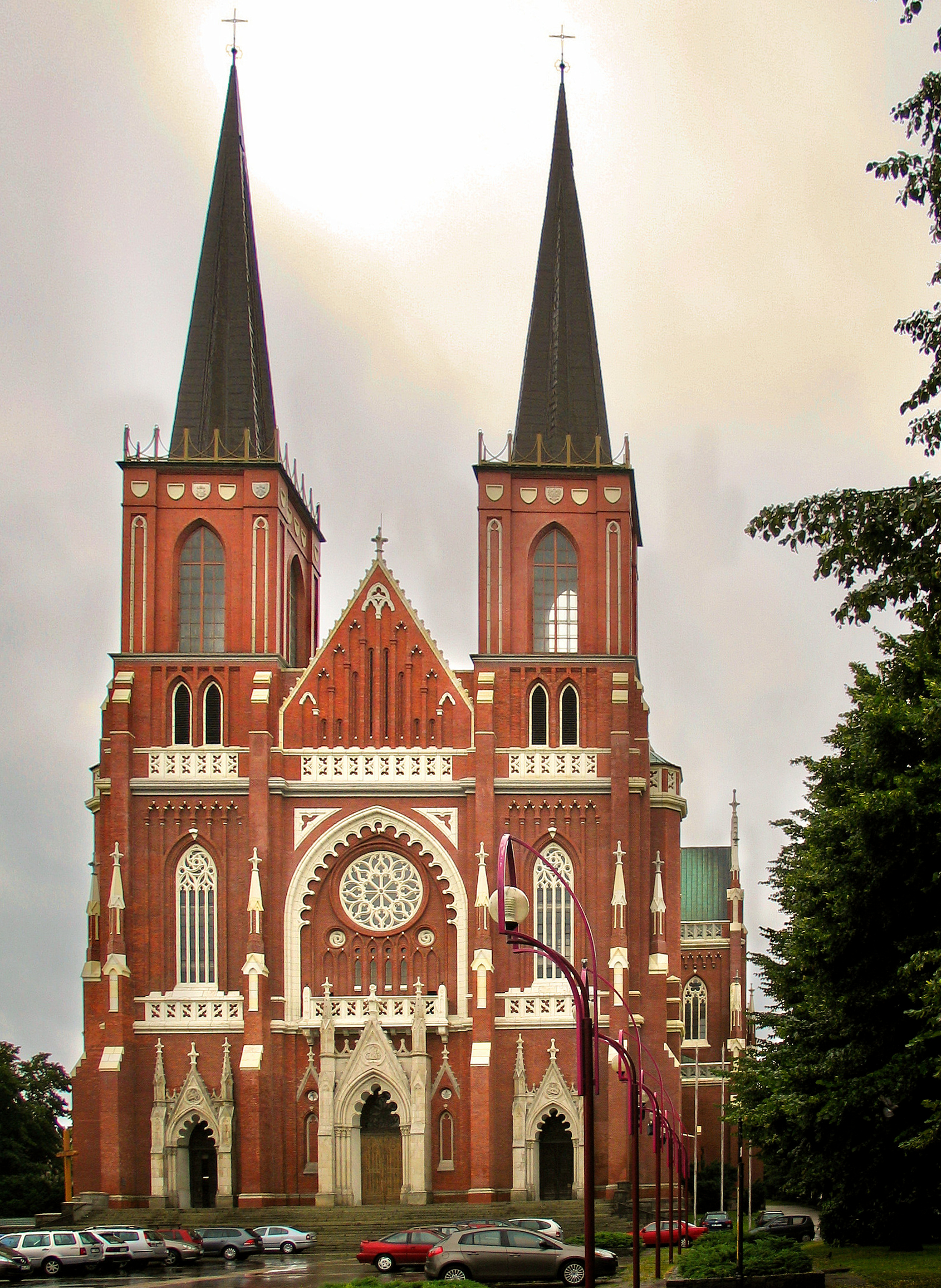
Bazylika archikatedralna Świętej Rodziny w Częstochowie

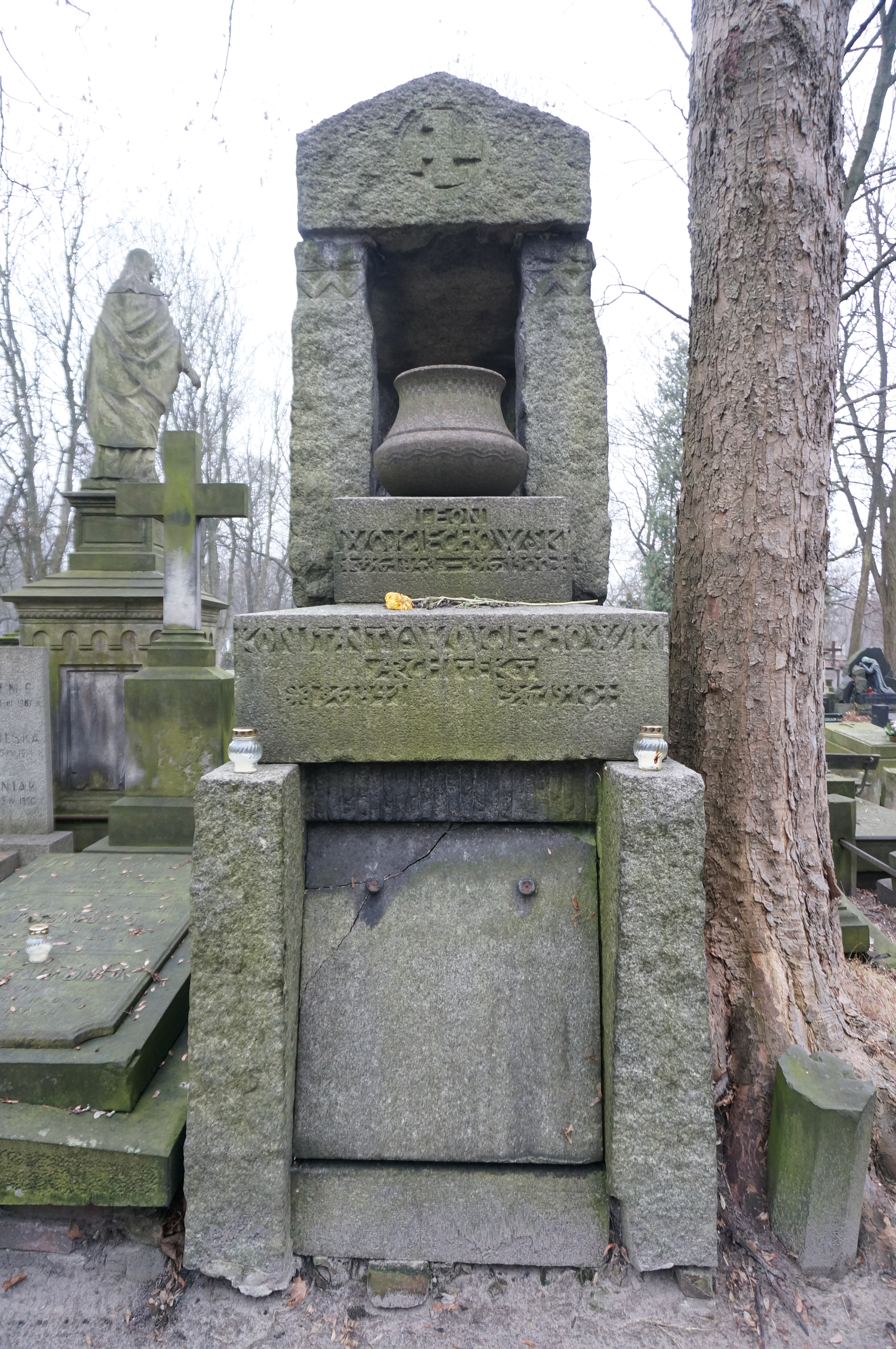
Grób Konstantego Wojciechowskiego na cmentarzu Powązkowskim

- Bazylikę archikatedralną Świętej Rodziny w Częstochowie
- Kościół pw. Najświętszego Serca Pana Jezusa w Gorzkowicach
- Kościół pw. Opieki św. Józefa, św. Marii Magdaleny i Aniołów Stróżów w Milejowie
- kościół Wniebowzięcia Najświętszej Maryi Panny w Łodzi
- kościół św. Wojciecha w Solcu
- kościół Wniebowzięcia Najświętszej Maryi Panny w Warszawie[3]
- Kaplica grobowa rodziny Kronenbergów na cmentarzu ewangelicko-reformowanym w Warszawie
- wspólnie z synem Jarosławem projekt kościoła NSPJ w Turku
- Kościół św. Wawrzyńca w Kutnie (1886)
- Kościół pw. św. Jadwigi Śląskiej w Odrzywole
- Kościół pw. św. Andrzeja Apostoła w Witowie na Kujawach, budowany w latach 1899-1903
- Kościół św. Józefa Oblubieńca Najświętszej Maryi Panny w Jeżowie
- Kościół Niepokalanego Poczęcia Najświętszej Maryi Panny w Nowym Duninowie

Przebudował lub rozbudował:
- Kościół pw. Narodzenia św. Jana Chrzciciela w Lesznie[4]
- Katedra pw. Wniebowzięcia NMP we Włocławku
- Kolegiatę św. Lamberta w Radomsku
- Kolegiatę Przemienienia Pańskiego w Radzyminie
- Kościół pw. św. Benedykta i św. Anny w Srocku
- kościół Najświętszego Serca Pana Jezusa w Opatówku
- Kościół pw. Matki Bożej Bolesnej w Bałtowie
- kościół Wniebowzięcia Najświętszej Maryi Panny w Szymanowie
- Pałac w Szymanowie
- Kościół pw. św. Antoniego w Tomaszowie Mazowieckim
- Kościół pw. Wniebowzięcia NMP w Rokitnie k. Błonia - zniszczony podczas działań wojennych w 1915 r. nie został odbudowany w kształcie nadanym przez K. Wojciechowskiego, m.in. nie zrekonstruowano wież - najbardziej charakterystycznego elementu wszystkich projektów architekta